# Helen Angwin
Helen Angwin (geboren um 1931) ist eine ehemalige australische Tennisspielerin, die in der ersten Hälfte der 1950er Jahre aktiv war.

## Karriere
Im Jahr 1952 erreichte Helen Angwin das Einzelfinale der Australian Championships, die später in Australian Open umbenannt wurden, nachdem sie im Halbfinale die bestgesetzte Nancye Wynne Bolton besiegt hatte. Im Finale unterlag sie ihrer Landsfrau Thelma Coyne Long. Gemeinsam mit Gwen Thiele spielte Angwin 1953 das Halbfinale des Doppelwettbewerbs, das sie verloren. Insgesamt nahm Angwin zwischen 1949 und 1953 fünfmal an den Australian Championships teil.
Im Januar 1952 gewann Angwin den Einzeltitel bei den South Australian Championships in Adelaide, wo sie Gwen Thiele im Finale in drei Sätzen besiegte. Im Finale von 1954 musste sie sich in drei Sätzen Jenny Staley geschlagen geben.
Im September 1954 trat sie aufgrund ihrer bevorstehenden Hochzeit vom hochklassigen Tennissport zurück.

## Persönliches
Helen Angwin war die jüngere von zwei Töchtern des Ingenieurs Hugh Thomas Moffitt Angwin Am 19. Januar 1955 heiratete sie Graham Polkinghorne in Adelaide.

## Finalteilnahmen bei Grand Slams

### Einzel
| Nr. | Datum           | Turnier                  | Belag | Finalgegnerin     | Ergebnis |
| --- | --------------- | ------------------------ | ----- | ----------------- | -------- |
| 1.  | 26. Januar 1952 | Australian Championships | Rasen | Thelma Coyne Long | 2:6, 3:6 |